# Lehnhausbergtunnel
Der Lehnhausbergtunnel, polnisch: Tunel Pilchowicki III ist ein Eisenbahntunnel der Bahnstrecke Jelenia Góra–Żagań in Polen.

## Beschreibung
Der Tunnel verläuft nördlich der Bobertalsperre in einem leichten Bogen westlich der Stadt Wleń (früher Lähn) nahe des Bober. Er hat eine Länge von 154 Metern.

## Geschichte
Der Tunnel wurde in den Jahren 1905–1907 während des Baus der Bobertalbahn und während des gleichzeitig stattfindenden Baus des Stausees am Bober in Mauer (heute: Pilchowice) gebaut.
Die Tunnelportale wurden am 8. Mai 1945 durch Truppen der Kampfgruppe der 18. SS-Panzergrenadier-Division „Horst Wessel“ gesprengt.
Die Tunnelportale wurden 1946 mit einer Stahlbetonauskleidung wieder aufgebaut. Der Bahnstrecke hatte nach dem Krieg eine besondere Bedeutung, da nach der Sprengung des Boberviadukt (Jelenia Góra) der Eisenbahnverkehr westlich und nördlich von Jelenia Góra über die Bobertalbahn geleitet werden musste. Er ist einer der drei Tunnel in Niederschlesien, die am Ende des Zweiten Weltkriegs durch deutsche Truppen zerstört wurden.